# Eden Valley, Minnesota
Eden Valley är en ort i Meeker County, och Stearns County, i Minnesota. Vid 2020 års folkräkning hade Eden Valley 1 027 invånare.